# Hungría en los Juegos Olímpicos de Sídney 2000
Hungría estuvo representada en los Juegos Olímpicos de Sídney 2000 por un total de 178 deportistas que compitieron en 23 deportes.  
La portadora de la bandera en la ceremonia de apertura fue la piragüista Rita Kőbán.

## Medallistas
El equipo olímpico húngaro obtuvo las siguientes medallas:
| Nombre                                                    | Deporte            | Competición     |
| --------------------------------------------------------- | ------------------ | --------------- |
| Oro                                                       |                    |                 |
| Tímea Nagy                                                | Esgrima            | Espada ind. F   |
| Szilveszter Csollány                                      | Gimnasia artística | Anillas M       |
| Ágnes Kovács                                              | Natación           | 200 m braza F   |
| Zoltán Kammerer Botond Storcz                             | Piragüismo         | K2 500 m M      |
| Gábor Horváth Zoltán Kammerer Ákos Vereckei Botond Storcz | Piragüismo         | K4 1000 m M     |
| György Kolonics                                           | Piragüismo         | C1 500 m M      |
| Ferenc Novák Imre Pulai                                   | Piragüismo         | C2 500 m M      |
| Equipo                                                    | Waterpolo          | Torneo M        |
| Plata                                                     |                    |                 |
| Equipo                                                    | Balonmano          | Torneo F        |
| Erzsébet Márkus                                           | Halterofilia       | 69 kg F         |
| Sándor Bárdosi                                            | Lucha grecorromana | 85 kg M         |
| Gábor Balogh                                              | Pentatlón moderno  | Individual M    |
| Katalin Kovács Szilvia Szabó                              | Piragüismo         | K2 500 m F      |
| Rita Kőbán Katalin Kovács Erzsébet Viski Szilvia Szabó    | Piragüismo         | K4 500 m F      |
| Bronce                                                    |                    |                 |
| Zsolt Erdei                                               | Boxeo              | Medio (75 kg) M |
| Krisztián Bártfai Krisztián Veréb                         | Piragüismo         | K2 1000 m M     |
| Diána Igaly                                               | Tiro               | Skeet F         |